# Isapis agyrtus
Isapis agyrtus is een vlindersoort uit de familie van de prachtvlinders (Riodinidae), onderfamilie Riodininae.
Isapis agyrtus werd in 1777 beschreven door Cramer.